# Бобровицкая улица (Чернигов)
Бобровицкая улица (укр. Бобровицька вулиця) — улица в Деснянском районе города Чернигова, исторически сложившаяся местность (район) Бобровицкий жилой массив. Пролегает от улицы Петра Смоличева до тупика возле городского лесопарка Берёзовая роща. 
Примыкают улицы Новосёлов.

## История
Бобровицкая улица проложена в конце 1950-х годов. Название в честь расположенного поблизости села Бобровица (ныне часть города).

## Застройка
Улица пролегает в северо-западном направлении — параллельно улицам Генерала Пухова и Всеволода Ганцова — к городскому лесопарку Берёзовая роща. Парная и непарная стороны улицы заняты усадебной застройкой.
Учреждения: нет